# A. D. G.
Pour les articles homonymes, voir ADG, Alain Fournier et Fournier.
Ne pas confondre avec Alain-Fournier, auteur du Grand Meaulnes
 (janvier 2021).
Si vous disposez d'ouvrages ou d'articles de référence ou si vous connaissez des sites web de qualité traitant du thème abordé ici, merci de compléter l'article en donnant les références utiles à sa vérifiabilité et en les liant à la section « Notes et références ».
A.D.G. (initiales du pseudonyme Alain Dreux-Gallou), de son vrai nom Alain Fournier dit Camille, ou Alain Camille est un romancier et journaliste français, né le 19 décembre 1947 à Tours, et mort le 1er novembre 2004 dans le 10e arrondissement de Paris.
A.D.G. fut, pendant une dizaine d'années, l'un des « auteurs-phares » de la Série noire des éditions Gallimard. Il reste célèbre pour avoir représenté une sensibilité de droite, voire d'extrême droite (vers laquelle il évoluera plus nettement dans les années 1980, lorsqu'il deviendra le principal animateur du Front national en Nouvelle-Calédonie). Cette position le singularisait au sein du mouvement de renouveau du roman noir français des années 1970, un mouvement dominé alors par des écrivains de sensibilité de gauche, d'extrême gauche ou anarchiste, à l'instar de l'autre figure marquante de la Série noire de cette décennie, Jean-Patrick Manchette. Que ce soit dans les titres de ses romans policiers ou dans ses chroniques journalistiques, il est également connu pour sa propension aux jeux de mots.

## Biographie

### Le réactionnaire du roman noir
Après avoir été enfant de troupe à l'âge de douze ans et être sorti du système scolaire avec pour seul bagage son BEPC, il débute dans la vie active comme employé au Crédit lyonnais, puis exerce les métiers de bouquiniste et de brocanteur. Un temps proche du pamphlétaire Michel-Georges Micberth, qui préside la Jeune Force poétique française, il devient son collaborateur et directeur littéraire aux éditions de la JFPF (de 1966 à 1971), où il écrit sous le pseudonyme d'« Alain Dreux-Gallou», Dreux et Gallou étant les noms de famille de deux de ses grands-parents. Son véritable nom est difficile à porter en littérature, du fait de l'homonymie avec Alain-Fournier, et il conservera donc le sigle de ce pseudonyme, A.D.G., toujours écrit avec trois points, comme nom de plume. Il pensera changer de pseudonyme pour signer du nom d'Alain Camille, mais reviendra rapidement à sa première signature. Camille est d'ailleurs le nom de famille qu'il adoptera légalement, trouvant son patronyme de naissance trop pesant.
Son premier roman, La Divine Surprise, est inspiré des confidences de Jo Attia, truand et résistant dont il rédigeait alors la biographie en qualité de nègre. Faute de connaître sa réelle identité, quelques journalistes imaginatifs émirent un temps l'hypothèse qu'A.D.G. était un pseudonyme pour Raymond Queneau, tandis que d'autres y virent les mémoires d'un ancien truand reconverti dans la littérature.
Dans ses romans, il se garde bien, à l'inverse des autres auteurs de la Série noire, de faire l'éloge du milieu des truands qu'il juge constitué « de sombres idiots, inconséquents, stupides, qui se servent de la gloire que certains auteurs comme Auguste Le Breton et José Giovanni leur ont créée. » Admirateur d'Albert Simonin, A.D.G. parsème ses premiers romans, notamment Les Panadeux, d'expressions argotiques. Il signe chacun de ses romans en y insérant une allusion au pamphlétaire Paul-Louis Courier dont le monument commémoratif se trouve sur la place principale de Véretz depuis 1878.
En 1972, il publie une chronique berrichonne, La Nuit des grands chiens malades, portée au cinéma par Georges Lautner sous le titre Quelques messieurs trop tranquilles, où l'on voit une communauté hippie s'installer dans un petit village et s'opposer à une bande de truands en s'alliant aux paysans du coin. Suit un hommage discret à Louis-Ferdinand Céline, Cradoque's Band, le récit d'un hold-up, Les Trois Badours, publié sous le pseudonyme d'Alain Camille, et un retour en Berry, Berry story. En 1977, il remporte le prix Mystère de la critique avec L'otage est sans pitié. La même année, il imagine dans Le Grand Môme, le retour d'Augustin au pays perdu, hommage et parodie du chef-d'œuvre de son grand aîné.
Dans Pour venger pépère (1980), un roman à suspense que Jean-Patrick Manchette jugea « très cohérent, très abouti, excellent », un jeune avocat au barreau de Tours enquête sur la mort de son grand-père tué lors de la fusillade d'un hold-up. On y aperçoit en arrière-plan son personnage fétiche, le journaliste alcoolique et anarchisant Sergueï Djerbitskine, alias « Machin » (en partie inspiré de son ami Serge de Beketch, mais qui devient un double d'A.D.G. lui-même dans les romans situés en Nouvelle-Calédonie).
En 1981, il s'essaie à un court récit de 100 pages, La Nuit myope, qualifié de « cent pour cent littéraire » par Jean Cochet, qui serait une « sorte d'épopée dérisoire d'un rêveur velléitaire ». Fin 1981-début 1982, il connaît une notoriété de scandale en participant aux premiers numéros de l'émission Droit de réponse : lors de la première émission, il s'écrie « Vive Pinochet ! » et, lors de la troisième, il frappe durant une interruption de l'antenne le dessinateur Siné qui avait insulté un autre journaliste de Minute également présent sur le plateau.
En 1982, il part s'installer en Nouvelle-Calédonie où il entreprend la rédaction d'un roman historique consacré à la colonisation de l'île, Le Grand Sud, qui remporte, à sa sortie en 1987, un succès de librairie. A.D.G. mène par ailleurs sur l'île une activité politique virulente contre les indépendantistes kanaks, lançant un hebdomadaire anti-indépendantiste et se chargeant d'organiser les sections locales du Front national. Son militantisme, qui lui vaut une garde à vue et contribue à sa mauvaise réputation en métropole, l'amène à négliger son travail d'écrivain. Il abandonne ainsi le projet de la suite du Grand Sud et n'écrit plus, entre 1987 et 1991, que trois romans policiers qui contiennent des attaques contre les indépendantistes et que lui-même ne juge pas très bons.
Il retourne en métropole en 1991. Victime d'une crise d'inspiration, il ne parvient pas à retrouver la motivation pour publier de nouveaux romans et se retrouve un temps au chômage, à la suite de son licenciement de Minute. Il est le seul auteur de renom de la Série noire à ne pas être réédité lors du cinquantenaire de la collection en 1997. Il publie en 2003 un nouvel ouvrage se déroulant dans un cadre australien, Kangouroad movie, qui, après une longue absence, marque son retour au roman policier : Patrick Raynal, alors directeur de la Série noire, publie le livre dans la collection La Noire.
En 2007, un dernier roman est publié de manière posthume, J'ai déjà donné… aux éditions Le Dilettante. Celui-ci est une sorte d'apothéose romanesque où se retrouvent les principaux héros de ses précédents romans.

### Le journaliste d'extrême droite
En parallèle à sa carrière d'écrivain, il exerce le métier de journaliste pour la presse socialiste, gaulliste et anarchiste de droite :
- 1966 : pigiste au Réveil socialiste, de l'ancien ministre socialiste Jean Meunier ;
- 1968 : rédacteur en chef de Révolution 70  ;
- de 1972 à 1973 : chroniqueur à Actual-Hebdo.

Enfin pour la presse d'extrême droite où il est successivement :
- de 1973 à 1981 : journaliste, chroniqueur puis grand reporter pour l'hebdomadaire Minute[7],[10],[11],[4] ;
- au cours des années 1980 : fondateur de Combat calédonien, hebdomadaire anti-indépendantiste en Nouvelle-Calédonie, où il vit de 1981 à 1991[4]. Sa participation, durant un an, à cette aventure de presse vaut à A.D.G. un certain nombre d'amendes et de condamnations, A.D.G. finissant par déclarer forfait, tandis qu'Edgard Pisani, cible favorite de l'hebdomadaire, sort lui aussi quelque peu « éreinté » de cette période ;
- de 1991 à 1994 : chroniqueur à Minute[4] ;
- après 1994 : membre de la rédaction de l'hebdomadaire Rivarol, dont il devient secrétaire général[10],[4] en 1998, et pour lequel il travaille encore un an avant sa disparition, jusqu’à ce que l'aggravation de sa maladie ne le contraigne à s'éloigner. Il collabore au Figaro littéraire en 2003-2004.

### Autres réalisations
Outre le roman et le journalisme, A.D.G. a également écrit des scénarios de bande dessinée, notamment dans le mensuel Pilote, et des feuilletons pour la télévision (Chéri Bibi adapté du roman de Gaston Leroux et diffusé en 1973, Les Mystères de New York écrit en collaboration avec Jean-Pierre Richard et diffusé en 1976).
En 1981, il est au cœur d'un mini-scandale à la suite de la parution dans un numéro spécial du journal (À suivre) d'une bande dessinée, Léopold Micheteau, détective, dont il est le scénariste et Benoît Sokal le dessinateur. Certains lecteurs y ayant perçu quelques traits d'antisémitisme, la direction fit paraître quelques semaines plus tard un éditorial embarrassé dans laquelle elle présentait ses excuses. Les physiques des personnages israélites, source de la polémique, étaient pourtant dus uniquement aux dessins de Sokal et ne relevaient nullement du scénario d'A.D.G.

### Décès
A.D.G. meurt en 2004 des suites d'un cancer. Il envisageait la rédaction, avant l'aggravation finale de sa maladie, d'un essai sur l'écrivain Jacques Perret. Un an avant sa mort qu'il savait proche, il souhaita être inhumé à Véretz en déclarant à La Nouvelle République du Centre-Ouest, édition d'Indre-et-Loire : « J'ai réservé ma place au cimetière de Véretz ; ça fera trois écrivains pour le prix d'un avec Paul-Louis Courier et Eugène Bizeau ».
Ses obsèques, célébrées le 5 novembre 2004 en l'église Saint-Eugène Sainte-Cécile à Paris, avant son inhumation dans sa terre natale de Véretz, réunissent diverses personnalités de la « droite nationale», séparées depuis la crise intervenue au Front national en 1998-1999. Ainsi, l'assistance rassemble, sans qu'ils se soient autrement côtoyés que par leur présence commune, Jean-Marie Le Pen, président du Front national, et Serge Martinez (secrétaire général du Front national scissionniste), Marine Le Pen et sa sœur aînée Marie-Caroline Le Pen (elle aussi ayant suivi l'aventure « mégrétiste »), mais encore diverses personnalités telles qu'Emmanuel Ratier, Yann Clerc, Dominique Jamet ou Jean Raspail. L'hebdomadaire Rivarol titre d'ailleurs son compte rendu des obsèques « A.D.G. le fédérateur», sans doute pour faire allusion à l'attitude de son journaliste qui, durant la crise de 1998-1999, s'était attaché sinon à « recoller les morceaux », du moins à ne pas envenimer le conflit.

### Vie privée
Il épouse Martine Joulié peu avant sa mort, en juillet 2004.

## Amitiés littéraires
La cordialité des relations entre A.D.G. et Frédéric H. Fajardie, autre auteur de romans noirs, est rappelée, après le décès de Fajardie le 1er mai 2008, par l'écrivain Jérôme Leroy, dans un article publié le 10 mai 2008 dans l'hebdomadaire Marianne, sous le titre « Fajardie : mort d'un bernanosien rouge», dans les termes suivants : « Il avait beau devenir un auteur culte pour nombre de jeunes hussards royalistes, il avait beau être ami avec A.D.G., Fajardie demeurait un écrivain “de terrain”. »
En revanche, la nature exacte des relations entre A.D.G. et Jean-Patrick Manchette semble plus complexe. Une rumeur a fait état, pendant plusieurs années, notamment dans les milieux politiques proches des idées d'A.D.G., d'une supposée amitié de longue durée entre A.D.G. et Manchette, assertion réaffirmée le 6 juin 2008 par Sébastien Lapaque, à l'occasion d'une édition expurgée des chroniques d'A.D.G. parues dans le Libre Journal de la France courtoise. Lapaque indiquait, le 6 juin 2008, que, selon lui, « Les deux hommes venaient de se rencontrer dans les bureaux de la “Série noire” et avaient noué une amitié paradoxale qui ne se démentirait pas. Ils ont même entretenu une correspondance que la mafia gauchiste du polar bien-pensant n'est pas pressée de voir exhumer. Manchette y avoue lire Minute avec plaisir. »
Cette version a été fermement démentie par Doug Headline, fils de Manchette, qui, en précisant que Sébastien Lapaque était un « ancien militant du mouvement d'extrême droite Action Française lycéenne et animateur du journal royaliste Action Française hebdo », a affirmé au contraire dans une tribune libre publiée par Libération que les relations entre les deux auteurs n'auraient pas été au-delà de la période 1972-1977, ce qu'indique l'universitaire Bertrand Tassou, qu'elles se seraient inscrites dans le cadre de leur collaboration commune à la Série noire et se seraient terminées par une brouille, laquelle était inévitable étant donné leurs positions politiques opposées. Toujours selon Doug Headline, leur correspondance se serait limitée à l'échange d'une dizaine de lettres.

## Commentaires
Bernard Antony décrit A.D.G. comme un « anarcho-réac » et un « royaliste légitimiste célinien » qui, toutefois, « n’était pas toujours dans ses œuvres romanesques un transmetteur de la doctrine sociale et morale de l’Église. »

Le sociologue Gabriel Thoveron écrit : 

« A.D.G. […] est nationaliste, antiparlementaire, avec des héros comme l'avocat Pascal Delcroix qui peut dire que son ami Machin "était le correspondant à Tours d'un journal nationaliste et quant à moi j'étais inscrit avec délectation dans les rangs fort clairsemés d'un parti monarchiste à tendance légitimiste" (Pour venger Pépère). Mais A.D.G., ambigu par moments, prétend se situer à sa façon dans le courant soixante-huitard. »

## Œuvres
- 1969 : Lettre ouverte à un magistraillon (Micberth, Illustrations de Bernard Deyriès).
- 1971 : La Divine Surprise (Gallimard, coll. « Série Noire », no 1429, rééd. en coll. « Carré Noir », no 545)
- 1971 : Les Panadeux (Gallimard, coll. « Série Noire », no 1443, rééd. en coll. « Carré Noir », no 518)
- 1972 : La Marche Truque… (Gallimard, coll. « Série Noire », no 1473, rééd. en coll. « Carré Noir », no 554)
- 1972 : La Nuit des grands chiens malades (Gallimard, coll. « Série Noire », no 1482, rééd. en coll. « Carré Noir », no 197 sous le titre Quelques messieurs trop tranquilles, rééd. en coll. « Folio », no 2224) – adapté au cinéma sous le titre Quelques messieurs trop tranquilles
- 1972 : Cradoque's band (Gallimard, coll. « Série Noire », no 1493, rééd. en coll. « Carré Noir », no 373)
- 1972 : Les Trois Badours (Gallimard, coll. « Série Noire », no 1544, rééd. en coll. « Folio policier », no 229) - Pour la première édition, A.D.G. utilise le pseudonyme Alain Camille.
- 1973 : Berry Story (Gallimard, coll. « Série Noire », no 1586)
- 1974 : Notre frère qui êtes odieux… (Gallimard, coll. « Série Noire », no 1662, rééd. en coll. « Carré Noir », no 566, rééd. en coll. « Folio policier », no 171)
- 1974 : Je suis un roman noir (Gallimard, coll. « Série Noire », no 1692, rééd. en coll. « Carré Noir », no 468)
- 1976 : L'otage est sans pitié (Gallimard, coll. « Super noire », no 43 ; Prix Mystère de la critique[20] ex æquo avec Enfantasme de Georges-Jean Arnaud)
- 1977 : Le Grand Môme (Gallimard, coll. « Série Noire », no 1717) – Titre qui était un hommage discret à son homonyme Alain-Fournier. Adapté sous la forme du seizième téléfilm de la série d'anthologie policière Série noire diffusé sur TF1 en 1985.
- 1977 : Juste un rigolo (Gallimard, coll. « Série Noire », no 1721, rééd. en coll. « Carré Noir », no 506)
- 1980 : Pour venger pépère (Gallimard, coll. « Série Noire », no 1806, rééd. en coll. « Folio policier », no 153)
- 1980 : Les Enquêtes de l'inspecteur Alfred Beaugat (Dargaud, coll. « Pilote ») – Scénario de textes d'A.D.G., dessins de Loro et North – Réunit : Une Aventure de l'inspecteur Alfred Beaugat, le Sale Grand Meaulnes, l'Inspecteur Beaugat monte à Paris et Fripe-futaille contre Lèche-douzils
- 1981 : La Nuit myope (Balland, coll. « L'Instant romanesque », rééd. en 2003 chez Christian Durante, coll. « Poche-numérique »)
- 1981 : Balles nègres (Gallimard, coll. « Série Noire », no 1825)
- 1982 : On n'est pas des chiens (Gallimard, coll. « Série Noire », no 1862, rééd. en coll. « Folio policier », no 189)
- 1987 : Joujoux sur le caillou (Gallimard, coll. « Série Noire », no 2089) « roman calédonien » de politique-fiction.
- 1987 : Le Grand Sud (Jean-Claude Lattès) roman d'aventures néo-calédonien
- 1988 : Les Billets Nickelés (Gallimard, coll. « Série Noire », no 2124)
- 1988 : C'est le bagne ! (Gallimard, coll. « Série Noire », no 2134)
- 2003 : Kangouroad movie (Gallimard, coll. « la Noire ») thriller australien
- 2007 : J'ai déjà donné (Le Dilettante, 278 p.), rééd. Actes Sud, coll. « Babel noir » no 22, 2008
- 2008 : Papiers gommés (Le Dilettante, 320 p.)
- 2009 : Quelques idées [pas trop] tranquilles, Association Les Amis d'A.D.G., Paris, 48 p.. — Regroupe les six chroniques publiées par A.D.G., de 1976 à 1978, dans la revue Item.